# Eierköpfer

Patent-Eieröffner von 1901

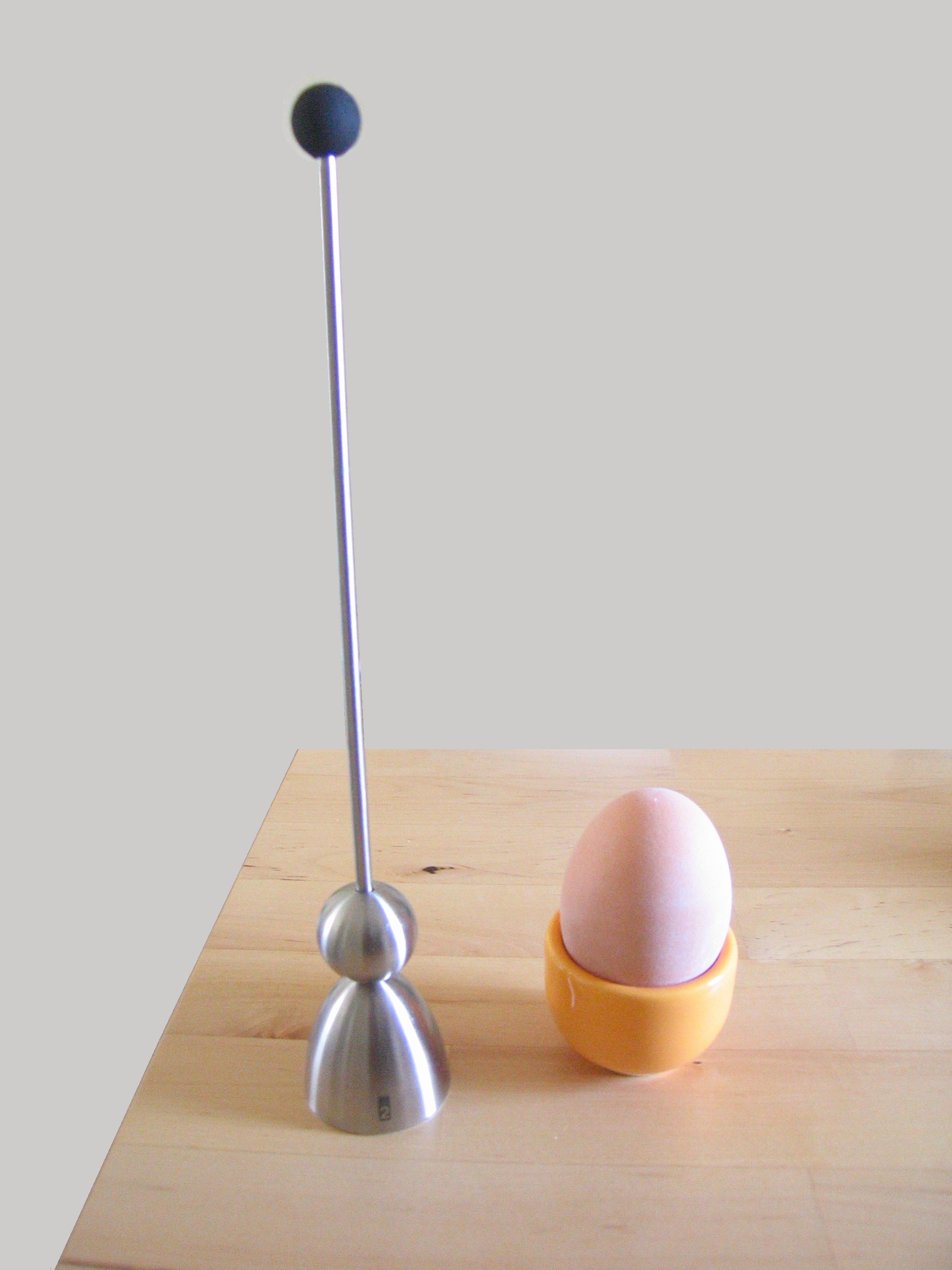
Modell Clack

Eierköpfer oder Eieröffner sind Essbesteckteile, die das Öffnen weichgekochter Eier erleichtern sollen. Dazu durchtrennen sie mechanisch die Schale rund um die Spitze des Eies.
Die übliche Bauform von Eierköpfern besteht aus einem hohlen Ring, der eine Schlaufe aus Stahlblech mit nach innen gerichteten Zähnen enthält, die durch einen scherenähnlichen Mechanismus zusammengezogen wird und so die Eierschale kontrolliert durchtrennt.
Eine weitere Konstruktion besteht aus einem Ring mit innenliegenden, exzentrisch rotierenden kleinen Klingen. Der Ring wird auf das Ei aufgesetzt, die Klingen verhaken sich in der Schale und durchschneiden diese durch Drehung.
Eine weitere Form entspricht annähernd einer Schere mit einer zusätzlichen Manschette, die zur Positionierung und Fixierung auf dem Ei dient.
Daneben gibt es Konstruktionen, die aus einer auf das Ei zu setzenden Glocke mit nach innen gerichtetem scharfem Grat bestehen, die durch einen Schlag mit einem (je nach Modell auch durch Federkraft unterstützten) kugelförmigen Gewicht die Schale durchtrennt. Geräte dieser Bauart werden mitunter scherzhaft als Eierschalensollbruchstellenverursacher bezeichnet.
Ferdinand Fleischmann aus Mödling erhielt 1907 ein Patent für einen Eieröffner mit Zähnen und Scherenmechanismus, der eine Verbesserung älterer Modelle darstellte.

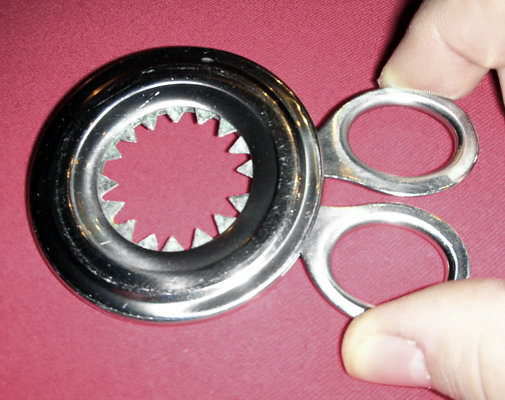
Eierköpfer mit Scherenmechanismus
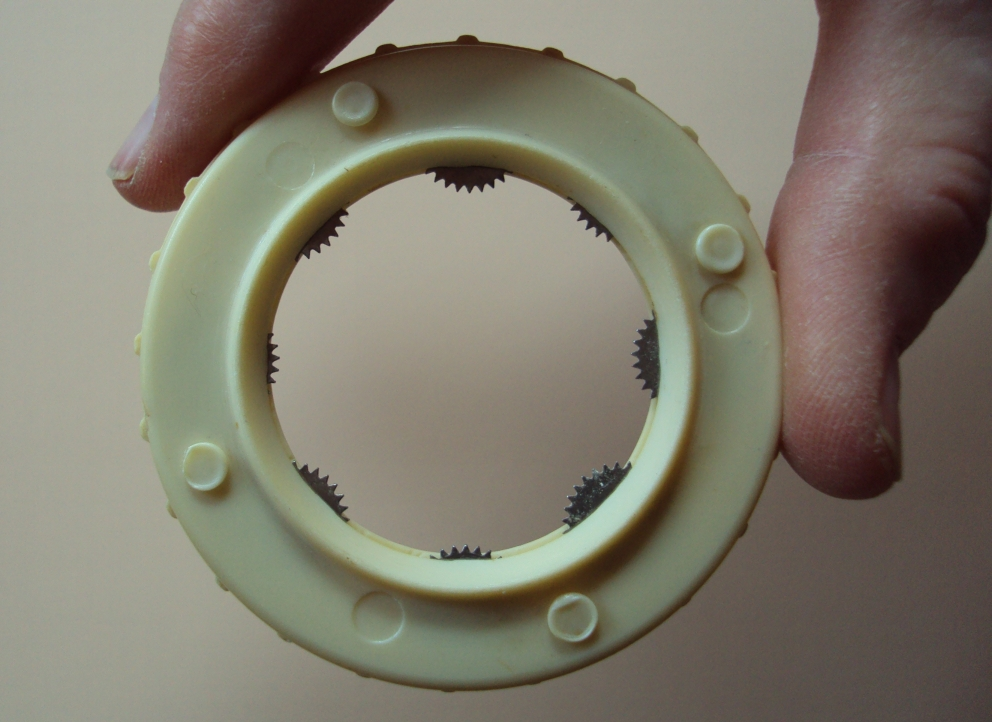
Eierköpfer mit exzentrischen Klingen